# Politbyrå
En politbyrå är det verkställande utskottet i vissa politiska partier, framförallt kommunistiska och marxist-leninistiska. Politbyrån består vanligen av medlemmar från partiets centralkommitté. Termen kommer från ryskans politbjuro (политбюро), som i sin tur är en förkortning av polititjeskoje bjuro ("politiska byrån").
Den äldsta och mest kända är politibyrån i Sovjetunionen, som bildades i oktober 1917 av Lenin och kommunistpartiets centralkommitté. Då bestod den av fem medlemmar, men kom senare att växa till ungefär 24 medlemmar. Den kallades efter kommunistpartiets 19:e kongress (1952) för partipresidiet. Från 1966 användes åter namnet politbyrå. I Kinas kommunistiska parti har man lagt till en ytterligare nivå i partihierarkin, Politbyråns ständiga utskott.
I alla kommuniststyrda länder ingår de mest inflytelserika politikerna i politbyrån som i rang står över den av folkrepresentationen valda regeringen.